# Micro Machines (Computerspielreihe)
Micro Machines ist eine auf der gleichnamigen Spielzeugreihe basierende Serie von Computer-Rennspielen des Entwicklers Codemasters, deren erster Teil 1991 veröffentlicht wurde. Der Spieler entscheidet sich für einen von elf Fahrern und steuert neben Spielzeugautos auch kleine Rennwagen-, Panzer-, Helikopter- und Motorbootmodelle aus der Draufsicht. Die Rennen werden an Orten wie in einer Badewanne, auf einem Schreib- oder Billardtisch ausgetragen.

## Spielprinzip
Micro Machines bietet zwei Spielmodi. In der ersten Variante fahren zwei Spieler gegeneinander. Sobald einer einen bestimmten Vorsprung vor dem anderen Spieler hat, bekommt er einen Punkt. Der Spieler, der zuerst die vorher festgelegte Gesamtpunktzahl erreicht, gewinnt das Rennen. Im zweiten Modus treten vier Spieler an und fahren drei Runden je Strecke. Wer den ersten oder zweiten Platz belegt, darf am nächsten Rennen teilnehmen. Jeder Rennstrecke ist dabei ein bestimmtes Fahrzeug zugeordnet.

## Spiele

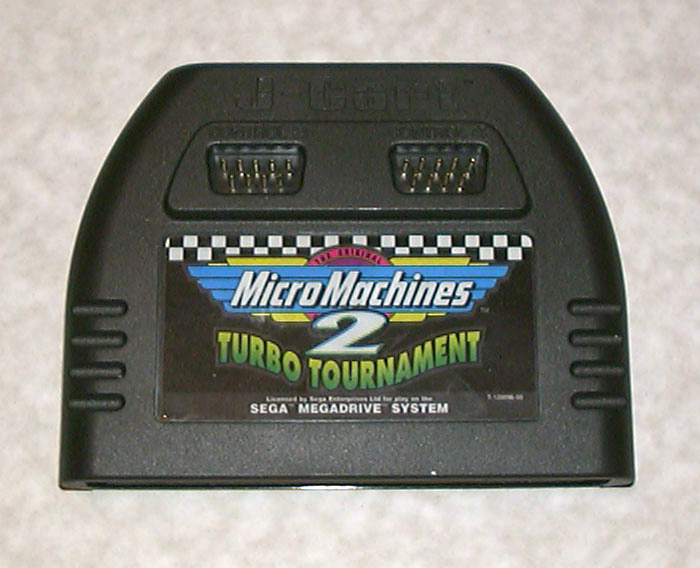
Mega-Drive-Modul von Micro Machines 2

- 1991: Micro Machines (NES, Amiga, MS-DOS, SNES, Game Boy)
- 1994: Micro Machines 2: Turbo Tournament (Sega Mega Drive)
- 1995: Micro Machines 2: Turbo Tournament (Sega Game Gear)
- 1996: Micro Machines 2: Turbo Tournament (MS-DOS, SNES, Game Boy)
- 1995: Micro Machines Turbo Tournament ’96 (Sega Mega Drive)
- 1996: Micro Machines Military (Sega Mega Drive)
- 1997: Micro Machines V3 (Windows, PlayStation, Game Boy)
- 1999: Micro Machines 64 Turbo (Nintendo 64)
- 2006: Micro Machines V4 (Windows, PlayStation 2, PlayStation Portable, Nintendo DS)
- 2016: Micro Machines (iOS, Android)
- 2017: Micro Machines World Series (Windows, Linux, macOS, PlayStation 4, Xbox One)